# Staurotheca antarctica
Staurotheca antarctica är en nässeldjursart som beskrevs av Gustav Hartlaub 1904. Staurotheca antarctica ingår i släktet Staurotheca och familjen Syntheciidae.
Artens utbredningsområde är Södra Ishavet. Inga underarter finns listade i Catalogue of Life.